# Чистец туркестанский
Чистец туркестанский (лат. Stáchys turkestanica) — вид многолетних травянистых растений рода Чистец (Stachys) семейства Яснотковые (Lamiaceae).

## Распространение и экология
Распространён в Тянь-Шане и Памиро-Алае. Эндемик.
Растёт по каменистым россыпям от верхней границы лесного пояса до альпийских лугов.

## Ботаническое описание
Стебли несколько изогнутые, вверху ветвистые, высотой 50—100 см.
Листья яйцевидные, округло-зубчатые, длиной 3—4 см, шириной 1,5—2,5 см; прицветные — яйцевидно-ланцетные; нижние на черешках длиной 3—3,5 см, верхушечные — сидячие.
Цветки сидячие, собраны в 8—12-цветковые ложные мутовки, в нижней части соцветия отставленные, в верхней — сближенные. Прицветники линейные, равны или короче чашечки; чашечка трубчато-колокольчатая, с ланцетными зубцами; трубка венчика немного выдаётся из чашечки или включена в неё.
Орешки широко-обратнояйцевидные, голые, гладкие или мелко ячеистые.

## Классификация

### Таксономия
Вид Чистец туркестанский входит в род Чистец (Stachys) подсемейства Яснотковые (Lamioideae) семейства Яснотковые (Lamiaceae) порядка Ясноткоцветные (Lamiales).
|  |                                      |  |                                                             |                                                             |                      |  | ещё около 20 семейств (согласно Системе APG II) | ещё около 20 семейств (согласно Системе APG II) |                         |  |  |  | ещё около 35 родов  | ещё около 35 родов       |  |  |
|  |                                      |  |                                                             |                                                             |                      |  | ещё около 20 семейств (согласно Системе APG II) | ещё около 20 семейств (согласно Системе APG II) |                         |  |  |  | ещё около 35 родов  | ещё около 35 родов       |  |  |
|  |                                      |  |                                                             | порядок Ясноткоцветные                                      |                      |  |                                                 |                                                 | подсемейство Яснотковые |  |  |  |                     | вид Чистец туркестанский |  |  |
|  |                                      |  |                                                             | порядок Ясноткоцветные                                      |                      |  |                                                 |                                                 | подсемейство Яснотковые |  |  |  |                     | вид Чистец туркестанский |  |  |
|  | отдел Цветковые, или Покрытосеменные |  |                                                             |                                                             | семейство Яснотковые |  |                                                 |                                                 | род Чистец              |  |  |  |                     |                          |  |  |
|  | отдел Цветковые, или Покрытосеменные |  |                                                             |                                                             |                      |  |                                                 |                                                 |                         |  |  |  |                     |                          |  |  |
|  |                                      |  | ещё 44 порядка цветковых растений (согласно Системе APG II) | ещё 44 порядка цветковых растений (согласно Системе APG II) |                      |  |                                                 | ещё 7 подсемейств                               | ещё 7 подсемейств       |  |  |  | ещё более 300 видов |                          |  |  |
|  |                                      |  |                                                             | ещё 44 порядка цветковых растений (согласно Системе APG II) |                      |  |                                                 |                                                 | ещё 7 подсемейств       |  |  |  |                     |                          |  |  |